# Chris Mitchell
Christopher T. Mitchell est un scénariste, animateur et artiste de storyboard américain né le 25 février 1970 principalement connu pour son travail sur la série télévisée d'animation Bob l'éponge.

## Filmographie

### Scénariste
- 1999-2007 : Bob l'éponge (14 épisodes)
- 2001-2002 : Samouraï Jack (6 épisodes)
- 2003 : Jenny Robot (1 épisode)
- 2007 : Billy et Mandy, aventuriers de l'au-delà (1 épisode)

### Animateur
- 1991 : A Wish for Wings That Work
- 1992 : Les Aventures de Zak et Crysta dans la forêt tropicale de FernGully
- 1993-1995 : Ren et Stimpy (18 épisodes)
- 1995 : Les Simpson (1 épisode, Bombinette Bob)
- 1996 : Le Laboratoire de Dexter (6 épisodes)
- 1998 : Hercule et Xena : La Bataille du mont Olympe
- 2001 : A Kitty Bobo Show
- 2001-2003 : Samouraï Jack (7 épisodes)
- 2002 : Super Santa in South Pole Joe
- 2004 : Mega Robot Super Singes Hyperforce Go !

### Artiste de storyboard
- 1995 : Ren et Stimpy (1 épisode)
- 1999-2007 : Bob l'éponge (7 épisodes)
- 2000 : Les Supers Nanas (1 épisode)
- 2001-2002 : Samouraï Jack (6 épisodes)
- 2003 : Jenny Robot (2 épisodes)
- 2007 : Billy & Mandy's Big Boogey Adventure
- 2007 : Billy et Mandy, aventuriers de l'au-delà (1 épisode)
- 2008 : Unstable Fables: 3 Pigs & a Baby
- 2009 : Tempête de boulettes géantes